# ジャパンベストレスキューシステム
ジャパンベストレスキューシステム株式会社（英: Japan Best Rescue System Co., Ltd.）は、愛知県名古屋市中区に本社を置く、総合生活トラブル解決サービス「生活救急車」を全国展開する会社である。

## 沿革
- 1997年（平成9年）2月 - 名古屋PARCOスタッフだった榊原暢宏がバイクロードサービスの全国組織を構築するため、名古屋市昭和区明月町に日本二輪車ロードサービス株式会社を設立。
- 1998年（平成10年）6月 - 本社を名古屋市昭和区御器所に移転。
- 1999年（平成11年）8月 - 商号をジャパンベストレスキューシステム株式会社に変更。
- 2001年（平成13年）9月 - 本社を名古屋市昭和区御器所から名古屋市昭和区鶴舞に移転。
- 2002年（平成14年）8月 - 旭硝子株式会社（現・AGC）との提携事業である一般消費者向け緊急ガラス割換サービス「旭硝子ガラスの救急車」を開始。
- 2004年（平成16年）
  - 4月 - セコムおよびセコムテクノサービスとの共同出資によりセコムウィン株式会社（出資比率：33.3%）を設立し、高機能防犯性ガラスの販売を開始。
  - 6月 - 株式会社INAX（現・LIXIL）との共同出資により、株式会社水の救急車を設立し、水まわりサービス事業を拡充。
- 2005年（平成17年）
  - 8月 - 東京証券取引所マザーズ上場。
  - 10月 - 株式会社ウエスト（現・ウエストエネルギーソリューション）との共同出資により株式会社ハウスドクター（現・シュタットベルケジャパン）を設立。
- 2006年（平成18年）4月 - バイク会員事業を会社分割し、JBR Motorcycle株式会社（後のJBR Leasing株式会社）を設立。
- 2007年（平成19年）
  - 9月 - 東京証券取引所市場第一部へ指定替え。
  - 11月 - 名古屋証券取引所市場第一部上場。
- 2008年（平成20年）10月 - リプラス少額定期保険株式会社（現・ジャパン少額短期保険）の全株式を取得し子会社化。
- 2009年（平成21年）4月 - 株式会社光通信との合弁により株式会社ライフデポを設立。
- 2010年（平成22年）4月 - 持分法適用関連会社であった株式会社バイクブロスの株式をプロトコーポレーションに譲渡。
- 2012年（平成24年）
  - 5月31日 - 株式会社アットワーキングを子会社化。
  - 6月25日 - At Working Singapore Pte.Ltd.を子会社化。
  - 6月29日 - 株式会社水の救急車を子会社化。
- 2013年（平成25年）
  - 2月27日 - 株式会社バイノスを子会社化。
  - 12月 - ネット110番株式会社を子会社化。
- 2014年（平成26年）9月 - 持分法適用関連会社であった株式会社ハウスドクターの保有株式を全て譲渡。
- 2015年（平成27年）
  - 3月 - 持分法適用関連会社であったSLS株式会社の保有株式を全て譲渡。持分法適用関連会社であったジャパンロックレスキュサービス株式会社及び株式会社BACの保有株式の一部を譲渡し、関連会社から除外[3]。
  - 4月 - 株式会社プレコムジャパンを子会社化[3]。株式会社水の救急車を完全子会社化。株式会社アットワーキングの保有株式を全て譲渡[3]。
  - 8月24日 - 株式会社バイノスの保有株式を全て譲渡[4]。
  - 9月 - 本社を名古屋市昭和区鶴舞から名古屋市中区錦に移転。
  - 10月1日 - 株式会社水の救急車及びJBR Leasing株式会社を吸収合併[5][6]。子会社のネット110番株式会社が株式会社プレコムジャパンを吸収合併し、株式会社プレコムジャパンに商号変更[7]。
- 2016年（平成28年）
  - 5月23日 - 株式会社トラスト・グロー・パートナーズを連結子会社化し、JBRあんしん保証株式会社に商号変更[8]。
  - 8月22日 - ジャパンロックレスキューサービス株式会社を連結子会社化[9]。
  - 9月1日 - 株式会社プレコムジャパン及び株式会社ライフデポを吸収合併[10][11]。
  - 10月1日 - ジャパンロックレスキューサービス株式会社を吸収合併[12]。
- 2019年（平成31年/令和元年）
  - 4月 - 損害保険業の免許取得を目的としたジャパン設立準備株式会社を設立。
  - 5月 - 子会社であるジャパン設立準備会社について、日本生命保険相互会社及び株式会社セブン銀行を引受会社とする第三者割当増資。
  - 6月 - 子会社であるジャパン設立準備株式会社が金融庁より損害保険業の免許を取得。
  - 7月 - 子会社であるジャパン設立準備株式会社が商号をレスキュー損害保険株式会社へ変更し、業務開始。
  - 8月 - 一部の不動産管理会社に向けて、JBR新電力サービス「JBEPS」を販売開始[13]。
- 2021年（令和3年）
  - 2月 - 電力調達単価の高騰を受け、「JBEPS」の新規申込みの受付を一時停止[14]。
  - 7月 - 子会社のJBRあんしん保証株式会社がジャパンワランティサポート株式会社に商号変更。
- 2022年（令和4年）10月 - 株式会社アクトコール及び株式会社TSUNAGUを吸収合併。
- 2023年（令和5年）12月21日 - 創業者の榊原暢宏が代表取締役社長を辞任[15]。
- 2024年（令和6年）
  - 1月5日 - 本企業経営陣と投資ファンドのMBKパートナーズが共同で自社買収（MBO）を目的とした株式公開買付け（TOB）を実施[16]、MBKパートナーズ傘下のファンドの子会社2社が合計で93.66%の株式を取得。榊原暢宏及び光通信グループは株主でなくなる[17]。
  - 3月25日 - 東京証券取引所プライム市場・名古屋証券取引所プレミア市場上場廃止[1]。
  - 3月27日 - 株式併合により、株主がMBKP Vega株式会社とMBKP Altair株式会社のみとなる。

## 関連会社

### 連結子社
- レスキュー損害保険株式会社
- ジャパン少額短期保険株式会社
- ジャパンワランティサポート株式会社

### 持分法適用関連会社
- 日本PCサービス株式会社
- 株式会社アクアライン
- 株式会社生活救急車

## 関連人物
- 玉置恭一